# Professor X
Professor Charles Francis Xavier, beter bekend als Professor X, is een fictieve superheld uit de strips van Marvel Comics, en oprichter van het superheldenteam de X-Men. Het personage werd bedacht door Stan Lee en Jack Kirby, en verscheen voor het eerst in X-Men nr. 1 (september 1963).
Hoewel Charles Xavier het grootste deel van zijn leven invalide is geweest en in een rolstoel zit, is hij een van 's werelds sterkste mutanten. Hij is een zeer sterke telepaat, die gedachten kan lezen en beïnvloeden. Hij is ook een genie en een autoriteit op het gebied van genetica, mutatie en psychische krachten.
In de X-Men-strips leidt Charles Xavier een school speciaal voor mutanten, waar jonge mutanten hun gaven kunnen leren beheersen. In de geschiedenis van de X-Men-strips opereerden de X-Men maar zelden zonder Xavier.

## Biografie

### Jonge jaren
Charles Xavier is de zoon van de rijke Brian Xavier, een zeer gerespecteerde wetenschapper, en Sharon Xavier. Nadat Brian omkwam bij een ongeluk trouwde Sharon met Brians collega-wetenschapper Kurt Marko. Charles, wiens telepathische gaven zich al op jonge leeftijd begonnen te ontwikkelen, ontdekte via gedachten lezen dat Kurt enkel op Sharons geld uit was. Na de bruiloft trokken Kurt en zijn zoon Cain bij de Xaviers in. Cain en Charles ontwikkelden al snel een vijandschap. Zowel Cain als Charles werden door Kurt mishandeld, en Cain reageerde zijn woede af op zijn stiefbroer. In een ruzie met zijn stiefbroer blies Charles met zijn krachten enige labapparatuur van Kurt op. Sharon kwam hierbij om.
Xavier werd dankzij zijn krachten een buitengewone student en atleet aan onder andere de universiteiten van Harvard en Oxford. Na te hebben gevochten in de Koreaanse Oorlog reisde Charles een tijdje de wereld rond. In Caïro ontmoette hij de jonge Storm en zijn eerste grote vijand, Shadow King. Charles wist Shadow King maar net te verslaan. Dit gevecht zette hem ertoe aan zijn leven te wijden aan het beschermen van mensen tegen kwaadaardige mutanten, en onschuldige mutanten in bescherming te nemen tegen mensen.
Xavier werd in het begin geholpen door de mutant Magneto, een overlevende van de Holocaust. Magneto had echter andere ideeën dan Charles over wat er zou gebeuren als er meer mutanten zouden verschijnen. Volgens hem zouden de mensen hen proberen uit te roeien. Dit leidde ertoe dat de twee uiteindelijk hun eigen weg gingen. Kort daarop vocht Charles tegen een buitenaards wezen genaamd Lucifer, die een invasie plande op Aarde. Charles wist Lucifer's invasie te stoppen. In het gevecht liet Lucifer echter een enorme steen op Charles’ benen vallen wat hem invalide maakte.

### X-Men
Om zijn plan "mutanten en mensen beschermen" voort te zetten richtte Charles een school op speciaal voor mutanten: “Xavier’s School for Gifted Youngsters”. Ook richtte hij samen met een paar van zijn eerste studenten het superheldenteam X-Men op, om mensen te tonen dat niet alle mutanten slecht zijn. Charles leidde dit team onder de codenaam Professor X. Het team bestond uit Cyclops, Beast, Jean Grey, Iceman en Angel. Een van hun eerste vijanden was niemand minder dan Charles’ oude vriend Magneto en zijn eigen mutantengroep de Brotherhood of Mutants, die geloofden dat het overheersen van de mensheid de enige oplossing voor het conflict tussen mensen en mutanten was.
In zijn tijd bij de X-Men gebruikte Charles zijn gaven om in contact te blijven met het team en hun advies te geven. Hij gebruikte ook een speciale machine genaamd Cerebro om zijn krachten te versterken en zo overal ter wereld mutanten op te kunnen sporen. Toen de X-Men werden gevangen door het levende eiland Krakoa stelde Professor x een nieuw team samen om hen te redden. Na de missie verlieten op Cyclops na alle oude leden de school en nam Xaviers nieuwe team het over.
Charles kreeg tijdelijk zijn vermogen om te lopen weer terug dankzij een nieuw lichaam dat hij via een kloonproces verkreeg. Hij ging zelfs een paar maal met de X-Men mee op veldmissie. Maar in een gevecht met zijn oude vijand Shadow King brak Charles zijn rug en was weer verlamd. Nadat Magneto zich had bekeerd gaf Charles hem zelfs de leiding over de school, hoewel niet alle X-Men hun oude vijand vertrouwden.

### Na de X-Men
Nadat een mutant genaamd Jean Grey was omgekomen in een gevecht met een vijand genaamd Xorn verliet Charles de school en gaf hij Cyclops en Emma Frost de leiding. Hij ontmoette Magneto weer en de twee probeerden hun oude vriendschap te herstellen. Nadat Magneto’s dochter Scarlet Witch door een mentale inzinking een aantal Avengers doodde vroeg Magneto Charles om haar te helpen. Hoewel Charles werd geholpen door Dr. Strange lukte het hem niet. Charles liet de X-men en de Avengers bij elkaar komen om te beslissen wat ze met Scarlet Witch moesten doen, aangezien ze in haar huidige toestand voor iedereen een gevaar vormde. Haar broer, Quicksilver, waarschuwde Scarlet Witch. Zij creëerde met haar krachten eerst een alternatieve realiteit, en liet vervolgens meer dan de helft van de mutanten in de wereld hun krachten verliezen. Dit bracht de mutanten op het randje van uitroeiing. Xavier werd hierna een tijd vermist. Toen hij werd gevonden, bleek hij ook zijn krachten te hebben verloren. Hij kreeg ze echter weer terug toen Vulcan hem in het M'Kraan Kristal wierp.

## Krachten
Charles Xavier is een telepaat van het hoogste niveau. Hij is in staat tot alle telepathische vaardigheden. Hij kan gedachten lezen, door middel van gedachten met anderen communiceren over zeer lange afstanden (soms zelfs tussen verschillende planeten). Hij kan herinneringen van mensen uitwissen, valse herinneringen creëren en gedachten manipuleren. Hij kan zelfs de acties van anderen beïnvloeden, iemand mentaal pijnigen of verlammen, of in het ergste geval zelfs doden. Indien nodig kan Charles andermans lichaam en hersens geheel uitschakelen.
Charles kan razendsnel een vreemde taal leren door de gedachten van iemand die deze taal spreekt te lezen. Charles kan ook een astrale vorm aannemen en zo het astrale niveau betreden. Hier kan hij de astrale vormen van anderen bevechten en zelfs vernietigen.

## Duistere kant
In een aantal strips wordt bekendgemaakt dat Charles Xavier een donkere kant heeft die hij voortdurend probeert te onderdrukken. De bekendste verschijning van deze duistere helft van Charles is het wezen Onslaught. Onslaught werd gecreëerd toen Charles uit woede Magneto’s geheugen wiste en hem in een coma deed belanden. Veel superhelden verloren schijnbaar hun leven om Onslaught te verslaan.
Een andere duistere daad van Xavier is dat hij nog voor zijn geboorte zijn tweelingzus Cassandra Nova vermoordde in hun moeders buik, al was dat alleen maar omdat hij toen al kon voelen wat zij werkelijk was.

## "Ultimate" Charles Xavier
In het Ultimate Marvel-universum is Charles Xavier eveneens een van 's werelds sterkste telepaten, en oprichter van de Ultimate X-Men. Deze versie van Xavier heeft ook gelimiteerde telekinetische krachten. Hij verliet zijn vrouw Moira en hun zieke zoon David om Magneto’s droom van een mutantengemeenschap na te leven, maar Magneto verraadde Charles en verlamde hem met een speer. Deze Charles Xavier deinst er niet voor terug om het geheugen van anderen te wissen of aan te passen om zijn doelen te bereiken. Hij erkent zijn fouten wel, en geeft toe dan gedachten lezen zonder toestemming onacceptabel is.

## Professor X in andere media

### Televisie
Charles Xavier heeft meegespeeld in vier verschillende X-Men-animatieseries. De eerste was de enkele aflevering Pryde of the X-Men, waarin John Stephenson zijn stem insprak. Daarnaast verscheen hij in de animatieserie X-Men, die liep van 1992 tot 1997. Hierin deed Cedric Smith zijn stem. Ook verscheen Xavier in de animatieserie X-Men: Evolution, waarin David Kaye zowel zijn stem als die van Apocalypse verzorgde. Tot slot had hij een rol in Wolverine and the X-Men.

### Films

#### X-Men filmserie
In de drie X-Men-films, X-Men, X2, X-Men: The Last Stand, de prequelfilm X-Men Origins: Wolverine en de film The Wolverine wordt Xavier gespeeld door Patrick Stewart. Vanwege zijn grote gelijkenis met de stripboekversie van Charles Xavier was Patrick Stewart al lang voordat de eerste X-Men-film in productie ging de eerste keus van veel fans.
- In X-Men Origins: Wolverine komt Prof. X maar heel kort voor. Men ziet dat hij de ontsnapte mutanten, waaronder Cyclops en Emma Frost, redt uit de gevangenis van William Stryker.
- In X-Men zie je dat Prof. X leider is van de X-Men en baas is van de school. Hij vangt Wolverine op en belooft dat hij zijn geheugen weer terug zal krijgen.
- In X2 gaat hij samen met Cyclops naar Magneto's gevangenis. Daar worden ze gevangengenomen en wordt Prof. X in de war gebracht. Nightcrawler en Storm bevrijden hem en ze gaan samen naar de President om hem te waarschuwen voor een oorlog.
- In X-Men: The Last Stand komt Charles blijkbaar om door toedoen van Jean Grey in haar Dark Phoenix-vorm. Echter: een extra scène aan het eind van de film, nog na de aftiteling, onthult dat hij zijn gedachten heeft overgeplaatst in een ander lichaam. Op de dvd wordt onthuld dat dit het lichaam is van een zekere "P. Xavier". Een van de schrijvers maakte bekend dat dit Charles Xaviers tweelingbroer was die er voor de film was bijverzonnen, en die hersendood was geboren. Deze broer kan wel lopen. Deze scène zat niet in het script, maar werd in het geheim erbij gefilmd.[1]
- In The Wolverine verschijnt Xavier met Magneto in het midden van de aftiteling om Wolverine te waarschuwen voor duistere krachten die het mutantenras willen uitroeien. Ook in deze film wordt hij gespeeld door Patrick Stewart.
- In X-Men: First Class wordt de jongere versie van Charles Xavier gespeeld door James McAvoy.
- In X-Men: Days of Future Past komen zowel de jongere als de oudere versie van Charles Xavier voor, omdat het verhaal van de film zich in twee tijdlijnen afspeelt.
- In X-Men: Apocalypse zien we de jongere versie opnieuw en hij helpt mee om Apocalypse te verslaan.
- In Deadpool 2 maakt Professor X, gespeeld door James McAvoy, een cameo.
- In X-Men: Dark Phoenix zien we ook de jongere versie gespeeld door James McAvoy.

#### Marvel Cinematic Universe
Professor Charles Xavier verschijnt in het Marvel Cinematic Universe in de film Doctor Strange in the Multiverse of Madness uit 2022 als lid van de Illuminati. Hierin wordt Professor X opnieuw gespeeld door Patrick Stewart, maar is niet dezelfde versie als in de X-Men. De alternatieve versie van Professor X is een referentie naar de X-Men animatieserie.

### Videospellen
Professor X verschijnt in veel X-Men-videospellen. Maar hij is bijna altijd een bijfiguur die de X-Men advies geeft. In een paar spellen is hij een bespeelbaar karakter.